# Klingerberget
Klingerberget är ett naturreservat i Åsele kommun i Västerbottens län.
Området är naturskyddat sedan 2009 och är 206 hektar stort. Reservatet omfattar våtmarker och en liten tjärn och en nordostsluttning i söder. Reservatet består till delar av urskog.